# 1591
| [ Edytuj tabelę ]              | |
| Król Polski                    | - 1587 Zygmunt III Waza 1632 |
| Współksiążęta Andory           | - 1588 Andreu Capella 1609 - 1572 Henryk IV Burbon 1610                                                                                          |
| Król Anglii                    | - 1558 Elżbieta I 1603 |
| Elektor Brandenburgii          | - 1571 Jan Jerzy 1598 |
| Książę Bawarii                 | - 1579 Wilhelm V 1597 |
| Sułtan Brunei                  | - 1575 Saiful Rijal 1600 |
| Cesarz Chin                    | - 1572 Wanli 1620 |
| Król Czech                     | - 1576 Rudolf II Habsburg 1611 |
| Król Danii                     | - 1588 Chrystian IV 1648 |
| Dalajlama                      | - 1589 Jonten Gjaco 1616 |
| Cesarz Etiopii                 | - 1563 Sertse Dyngyl 1597 |
| Król Francji                   | - 1589 Henryk IV 1610 |
| Król Hiszpanii                 | - 1556 Filip II 1598 |
| Landgraf Hesji-Kassel          | - 1567 Wilhelm IV Mądry 1592 |
| Stadhouder Holandii            | - 1584 Maurycy Orański 1625 |
| Szach Iranu                    | - 1587 Abbas I Wielki 1629 |
| Państwo Wielkich Mogołów       | - 1556 Akbar 1605 |
| Cesarz Japonii                 | - 1586 Go-Yōzei 1611 |
| Kalif                          | - 1574 Murad III 1595 |
| Patriarcha Konstantynopola     | - 1587 Jeremiasz II Tranos 1595 |
| Władca Korei                   | - 1567 Sŏnjo 1608 |
| Książę Kurlandii i Semigalii   | - 1587 Fryderyk Kettler 1642 - 1587 Wilhelm Kettler 1616                                                                                         |
| Sułtan Maroka                  | - 1578 Ahmad al-Mansur 1603 |
| Senior Monako                  | - 1589 Herkules 1604 |
| Król Nawarry                   | - 1572 Henryk III 1610 |
| Król Norwegii                  | - 1588 Chrystian IV 1648 |
| Sułtan Omanu                   | - 1560 Abd Allah ibn Muhammad 1624 |
| Elektor Palatynatu             | - 1583 Fryderyk IV 1610 |
| Papież                         | - 1590 Grzegorz XIV 1591 - 1591 Innocenty IX 1591                                                                                                |
| Książę Parmy i Piacenzy        | - 1586 Aleksander 1592 |
| Król Portugalii                | - 1581 Filip I 1598 |
| Książę w Prusach               | - 1568 Albrecht Fryderyk 1618 - 1578 Jerzy Fryderyk (regent) 1603                                                                                |
| Car Rosji                      | - 1584 Fiodor I 1598 |
| Cesarz Rzymski (niemiecki)     | - 1576 Rudolf II Habsburg 1612 |
| Kapitanowie Regenci San Marino | - 1590 Orazio Giannini Giambattista Belluzzi 1591 - 1591 Lodovico Belluzzi Ascanio Belluzzi 1591 - 1591 Pier Matteo Belluzzi Ottaviano Gozi 1592 |
| Elektor Saksonii               | - 1586 Krystian I Wettyn 1591 - 1591 Krystian II Wettyn 1611                                                                                     |
| Król Szkocji                   | - 1567 Jakub VI 1625 |
| Król Szwecji                   | - 1569 Jan III Waza 1592 |
| Król Tajlandii                 | - 1590 Naresuan 1605 |
| Sułtan Turków                  | - 1574 Murad III 1595 |
| Doża Wenecji                   | - 1585 Pasqual Cicogna 1595 |
| Król Węgier                    | - 1576 Rudolf II 1608 |

Rok 1591 / MDXCI
stulecia: XV wiek ~
XVI wiek ~
XVII wiek

lata: 1581 «
1586 «
1587 «
1588 «
1589 «
1590 «
1591
» 1592
» 1593
» 1594
» 1595
» 1596
» 1601

## Wydarzenia w Polsce
- 15 stycznia – w Warszawie zakończył obrady sejm zwyczajny[1].
- 10 lipca – zamieszki na tle religijnym w Wilnie.
- 25 sierpnia – na redzie gdańskiego portu zatonął statek, na którym przypłynął włoski podróżnik Jan Bernard Bonifacio.
- 28 września – włoski podróżnik Jan Bernard Bonifacio przekazał Gdańskowi, w zamian za dożywocie w Domu Profesorów, swój księgozbiór uratowany z zatopionego 25 sierpnia statku.
- Grudzień – rozpoczęło się Powstanie Kosińskiego, pierwsze powstanie kozackie przeciwko I Rzeczypospolitej.
- Kupcy gdańscy wysłali pierwszy statek do Indii Zachodnich.

## Wydarzenia na świecie
- 13 marca – bitwa pod Tondibi: zwycięstwo Marokańczyków nad wojskami Songhaju.
- 21 września – papież Grzegorz XIV zatwierdził zakon kamilianów.
- 29 października – początek pontyfikatu papieża Innocentego IX.
- 3 grudnia – 101 piwowarów z Hamburga podpisało pierwsze w świecie ubezpieczenie majątkowe. Poszkodowany w ewentualnym pożarze miał otrzymać od pozostałych sygnatariuszy po 10 talarów.
- 30 grudnia – koniec pontyfikatu papieża Innocentego IX.
- Pierwsze dramaty W. Szekspira.
- Ahmad I al-Mansur, sułtan Maroka, zadał druzgoczącą klęskę afrykańskiemu państwu Songhaj.

## Urodzili się
- 3 stycznia – Valentin de Boulogne, francuski malarz okresu baroku, caravaggionista (zm. 1632)
- 12 stycznia – Jusepe de Ribera, hiszpański malarz i grafik okresu baroku (zm. 1652)
- 8 lutego – Giovanni Francesco Barbieri, włoski malarz epoki baroku (zm. 1666)
- 9 lutego – Stanisław Koniecpolski, hetman polny koronny, kasztelan krakowski, wojewoda sandomierski (zm. 1646)
- 21 lutego – Gérard Desargues, francuski matematyk i architekt (zm. 1661)
- 2 marca – Willem Boreel Starszy, holenderski polityk i dyplomata (zm. 1668)
- 11 marca – Izabela Sabaudzka, dziedziczna księżna Modeny i Reggio, żona księcia Alfonsa III d’Este (zm. 1626)
- 15 marca – Alexandre de Rhodes, misjonarz katolicki z Francji, jezuita (zm. 1660)
- 17 marca – Gerard Seghers, flamandzki malarz, kolekcjoner i handlarz sztuki (zm. 1651)
- 19 marca – Dirck Hals, malarz holenderski (zm. 1656)
- 1 maja – Johann Adam Schall von Bell, niemiecki jezuita, astronom i fizyk, misjonarz w Chinach (zm. 1666)
- 25 kwietnia – Fryderyk Wirtemberski-Neuenstadt, książę Wirtembergii-Neuenstadt (zm. 1630)
- 6 sierpnia – Jerzy Wilhelm Wittelsbach (Pfalz-Zweibrücken-Birkenfeld), hrabia palatyn i książę Palatynatu-Zweibrücken-Birkenfeld (zm. 1669)
- 12 sierpnia – Ludwika de Marillac, francuska święta, założycielka Zgromadzenia Sióstr Miłosierdzia (zm. 1660)
- 24 sierpnia ochrzczony – Robert Herrick, angielski poeta i duchowny, rojalista (zm. 1674)
- 28 sierpnia – Jan Chrystian brzeski, książę brzeski z dynastii Piastów (zm. 1639)
- 8 września – Angélique Arnauld, cysterka, siostra Antoine’a (zm. 1661)
- 29 września – Michał de Sanctis, hiszpański kapłan i zakonnik (zm. 1625)
- 30 listopada – Andrzej Bobola, polski duchowny katolicki, jezuita, misjonarz, kaznodzieja, męczennik, święty katolicki (zm. 1657)
- 4 grudnia – Zygmunt Karol Radziwiłł, syn Mikołaja Krzysztofa zwanego Sierotką (zm. 1642)
- 6 grudnia – Nicolas Régnier, francuski malarz okresu baroku, caravaggionista (zm. 1667)

- data dzienna nieznana: 
  - Giangiorgio Aldobrandini, włoski szlachcic, książę Rossano, Meldoli i Sarsina (zm. 1637)
  - Willem Pieterszoon Buytewech, holenderski malarz, grafik i rytownik (zm. 1624)
  - Maria Mohylanka, córka Jeremiego Mohyły, hospodara mołdawskiego, żona Stefana Potockiego (zm. 1638)
  - Claes Cornelisz. Moeyaert, holenderski malarz, akwaforcista i rysownik okresu baroku (zm. 1655)
  - Andrzej Niżankowski, polski organista i kompozytor, dominikanin (zm. 1655)
  - Bartłomiej Strobel, niemiecki malarz (zm. 1650)
  - Cornelis Vroom, holenderski malarz barokowy, najstarszy syn Hendricka Vrooma (zm. 1661)

## Zmarli
- 25 stycznia – Bernard von Waldeck, duchowny Jednoty braci czeskich, działający w Polsce (ur. ?)
- 11 marca – Bernard von Waldeck, biskup Osnabrücku (ur. 1561)
- 17 marca – Jost Amman, szwajcarski rytownik i malarz (ur. 1539)
- 18 marca – Giovanni Antonio Serbelloni, włoski duchowny, był bratankiem papieża Piusa IV (ur. 1519)
- 5 kwietnia – Piotr Myszkowski, biskup płocki w latach 1567–1577, przeniesiony na biskupstwo krakowskie (ur. ok. 1510)
- 25 kwietnia – Basilius Amerbach (młodszy), bazylejski prawnik, profesor prawa rzymskiego (ur. 1533)
- 15 maja – Dymitr Iwanowicz (1582–1591), młodszy syn cara Rosji Iwana IV Groźnego (ur. 1582)
- 19 maja – prowincjał dominikanów, spowiednik Zygmunta Augusta, kaznodzieja i inkwizytor (ur. ok. 1511)
- 21 czerwca – Alojzy Gonzaga, święty, włoski jezuita (ur. 1568)
- 2 lipca – Vincenzo Galilei, włoski teoretyk muzyki, kompozytor, lutnista (ur. 1520)
- 7 lipca
  - Roger Dickenson, błogosławiony Kościoła katolickiego, kapłan, męczennik (ur. ?)
  - Ralph Milner, błogosławiony Kościoła katolickiego, męczennik (ur. ?)
- 18 lipca – Jacobus Gallus, renesansowy kompozytor pochodzenia słoweńskiego (ur. 1550)
- 22 lipca – Veronica Franco, poetka i kurtyzana z szesnastowiecznej Wenecji (ur. 1546)
- 23 sierpnia – Luis de León, hiszpański pisarz, tłumacz, augustianin (ur. 1528)
- 19 września – Alfons de Orozco, hiszpański ksiądz i augustianin (ur. 1500)
- 25 września – Krystian I Wettyn, książę elektor Saksonii (ur. 1560)
- 3 października
  - Vincenzo Campi, włoski malarz okresu manieryzmu (ur. 1536)
  - Stanisław Warszewicki, polski pisarz, działacz kontrreformacyjny, tłumacz, znawca greki, jezuita (ur. ok. 1530)
- 16 października – Grzegorz XIV, włoski duchowny katolicki, papież (ur. 1535)
- 20 listopada – Christopher Hatton, angielski polityk, prawnik, lord kanclerz Anglii (ur. 1540)
- 10 grudnia
  - Edmund Gennings, święty Kościoła katolickiego, angielski męczennik (ur. 1567)
  - Polidor Plasden, święty katolicki, ksiądz, męczennik (ur. 1563)
  - Switun Wells, święty Kościoła katolickiego, angielski męczennik (ur. 1536)
- 14 grudnia – Jan od Krzyża, hiszpański poeta, ważna postać kontrreformacji, mistyk, karmelita i prezbiter (ur. 1542)
- 30 grudnia – Giovanni Antonio Facchinetti de Nuce starszy, papież Innocenty IX od 29 października 1591 (przez dwa miesiące)

- data dzienna nieznana: 
  - Martino Bassi – włoski architekt renesansowy (ur. 1542)
  - Grzegorz Paweł z Brzezin – pisarz i teolog braci polskich (ur. 1525)
  - Dionizy II – metropolita Moskwy i Wszechrusi (ur. ?)
  - Jan Fredro (kasztelan przemyski) – szlachcic polski, wojski sanocki, 1578 kasztelan sanocki (ur. ?)
  - Wacław Grodziecki – duchowny katolicki, kanonik wrocławski (ur. 1535)
  - Jan V z Lanuzy – Najwyższy Sędzia Królestwa Aragonii za panowania Filipa II (ur. 1564)
  - Jan Kazanowski – sędzia ziemski łukowski, braci polskich (ur. ?)
  - Krzysztof Lanckoroński – kasztelan małogoski, kasztelan radomski, zwolennik reformacji, senior kalwinizmu w Małopolsce (ur. ?)
  - Girolamo Lippomano – wenecki dyplomata z XVI wieku (ur. ?)
  - Balthazar Pückler – syn Caspara Pücklera, który w 1581 r. wykupił od cesarza Rudolfa II Habsburga państwo stanowe Niemodlin (ur. ?)
  - Piotr Stoiński – francuski i polski działacz reformacji (kalwiński i braci polskich) (ur. ok. 1530)
  - Jerzy Szoman – pisarz, polemista, duchowny protestancki, jeden z tłumaczy Biblii Brzeskiej (ur. 1530)

## Święta ruchome
- Tłusty czwartek: 21 lutego
- Ostatki: 26 lutego
- Popielec: 27 lutego
- Niedziela Palmowa: 7 kwietnia
- Wielki Czwartek: 11 kwietnia
- Wielki Piątek: 12 kwietnia
- Wielka Sobota: 13 kwietnia
- Wielkanoc: 14 kwietnia
- Poniedziałek Wielkanocny: 15 kwietnia
- Wniebowstąpienie Pańskie: 23 maja
- Zesłanie Ducha Świętego: 2 czerwca
- Boże Ciało: 13 czerwca